# Anisostachya purpurea
Anisostachya purpurea är en akantusväxtart som beskrevs av Raymond Benoist. Anisostachya purpurea ingår i släktet Anisostachya och familjen akantusväxter. Inga underarter finns listade i Catalogue of Life.